# Джида (авіабаза)
Джида — колишня військова авіабаза ВПС Росії розташована на західній околиці селища Джида в Бурятії, Росія.

## Історія
Бетонний аеродром збудований у 1968-1969 році, в зв'язку з погіршенням радянсько-китайських відносин, загострення яких дійшло до конфлікту на острові Даманський.
На аеродромі Джида базувалися:
- 2-й гвардійський Оршанський бомбардувальний авіаційний полк 21-ї змішаної авіаційної дивізії (і управління дивізії), літаки Су-24М (1969—2010).[2][3]. У 2010 полк був передислокований на аеродром Шагол.[4][5]

- 21-й Вітебський Червонопрапорний бомбардувальний авіаційний полк на Су-24 (1969—1983).[6] У вересні 1983 року полк переведено на аеродром Бада. Полк розформовано 2002 року.

- 125-й окремий розвідувальний авіаційний полк (в/ч 22770) було сформовано у 1984 році на аеродромі Джида. Полк був двоескадрильного складу, використовував літаки Су-24МР. Полк перевели 1988 року на аеродром Домна і 1994 року перейменували на 313-й ОРАП. З 2002 по 2009 полк розміщувався на аеродромі Бада. У жовтні 2009 року одна ескадрилья, що на той час залишилася від полку, була знову перебазована в Джиду і увійшла до складу 2-го гв. БАП, як третя розвідувальна ескадрилья.

- 31-ша окрема ескадрилья безпілотних літаків-розвідників (в/ч 31998) прибула з Улан-Уде у 1982 році.

В липні 2006 внаслідок паводка територія аеродрому була затоплена, військова техніка була евакуйована.
З кінця 2010 авіабаза закрита, авіаційна техніка вивезена.